# Камен Алипиев
Камен Цветанов Алипиев, с псевдоним Кедъра, е български спортен журналист.

## Биография
Роден е на 17 април 1966 г. в София. Син е на спортния журналист Цветан Алипиев. Прякора Кедъра е от ученическите му години, когато е бил 5, 6 и 7 клас един негов съученик му подмятал имена на растения от учебника по география, които са: акация, бутилково дърво, атласки кедър, ливански кедър, каучуково дърво, бук, ела, араукария, корков дъб, пиния, чаен храст, смърч, лиственица, юка, столетник, кактус, похутукава, махагоново дърво, баобаб и други. Той си избрал от подметнатите имена на растения от учебника по география, което е ливанския кедър.
Започва работа в БНТ през 1987 г., като е привлечен в екипа на спортния отдел от тогавашния ръководител Сашо Диков. През годините е спортен коментатор по  баскетбол на Олимпийски игри, Световни първенства и първенството на България. Коментира вдигане  на тежести и ски. Стига до позицията изпълнителен продуцент в спортната редакция на БНТ, но е освободен от екипа на Емил Кошлуков през 2019 г. поради липса на диплома за висше образование, което е необходимо за заемане на длъжността. Завършва висше образование в НСА през 2020 година. Към декември 2020 г. е водещ на предаването „Спортна среща“ по Радио София.